# Liquidambar cambodiana
Liquidambar cambodiana är en tvåhjärtbladig växtart som först beskrevs av Paul Lecomte, och fick sitt nu gällande namn av Ickert-bond och J.Wen. Liquidambar cambodiana ingår i släktet Liquidambar och familjen Altingiaceae. Inga underarter finns listade i Catalogue of Life.